# Secure Access Module
Ein Secure Access Module (SAM) ist ein Mikrokontroller in Chipkarten- oder IC-Bauform, der kryptographische Funktionen wie Schlüsselaustauschalgorithmen, Signaturfunktionen und Verschlüsselung beinhaltet und zum sicheren Transport und zur Lagerung von kryptographischen Schlüsseln verwendet wird.